# Обровац (Воєводина)
Обровац (серб. Обровац) — село в Сербії, належить до общини Бачка-Паланка Південно-Бацького округу в багатоетнічному, автономному краю Воєводина.

## Населення
Населення села становить 3233 особи (2002, перепис), з них:
- серби — 2870 — 90,33%;
- роми — 133 — 4,18%;
- мадяри — 27 — 0,84%;

Решту жителів  — з десяток різних етносів, зокрема: македонці, румуни, німці і кілька русинів-українців.